# Sigrid Kressmann-Zschach
Pour les articles homonymes, voir Kressmann.
Sigrid Kressmann-Zschach née le 27 juillet 1929 à Leipzig et morte le 28 octobre 1990 à Berlin, est une architecte allemande. A Berlin, elle a conçu le Ku'damm-Karree et le rond-point de Steglitz.

## Biographie

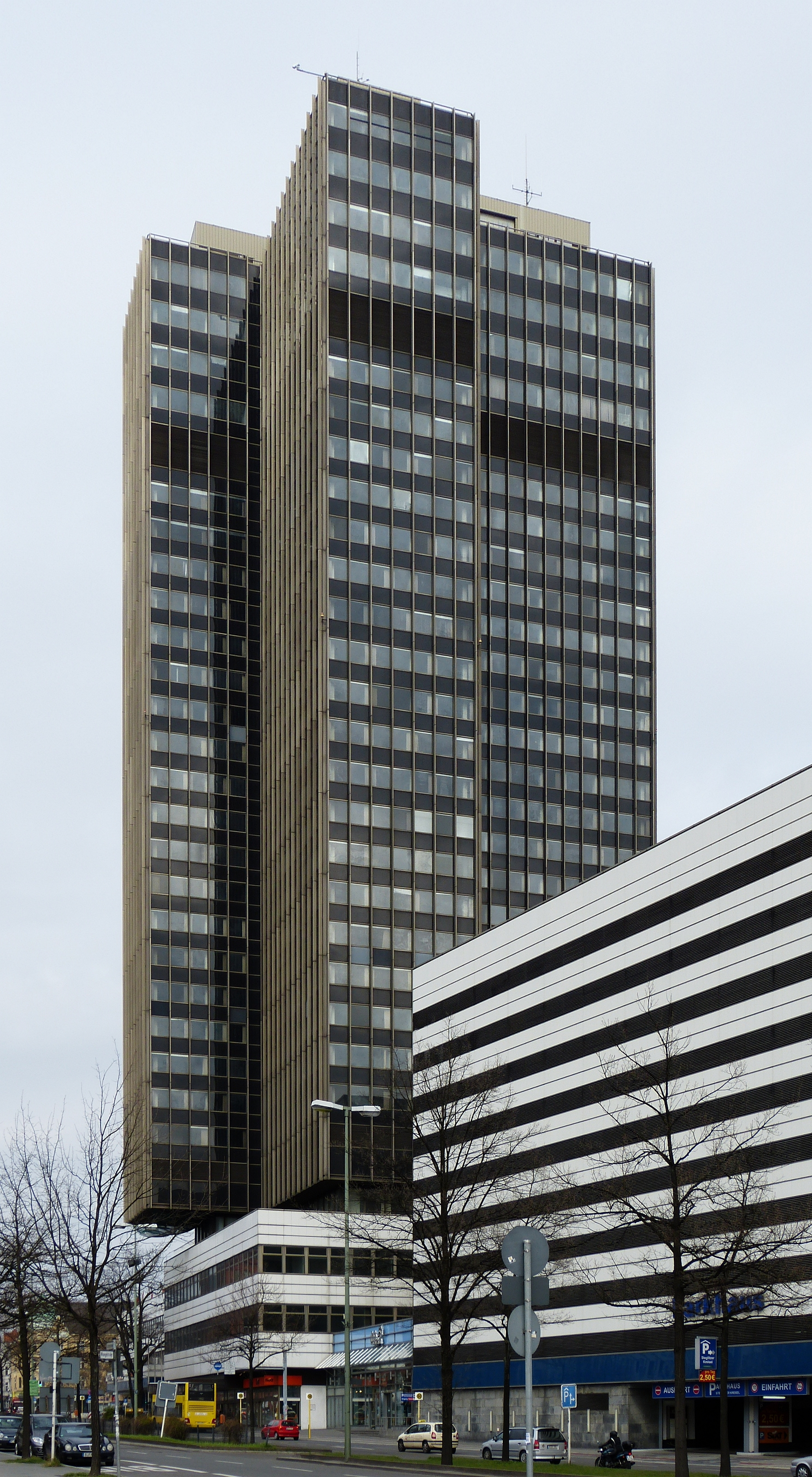
Le plus grand projet de construction de Kressmann-Zschach, le rond-point de Steglitz

Son père Friedrich Zschach est maître d'œuvre à Leipzig. Elle étudie l'architecture à l'Université technique de Dresde. En 1952, elle est diplômée en génie civil. Elle s'installe à Berlin-Ouest et travaille dans un bureau d'architecture en tant que dessinatrice. En 1945, à la fin de la guerre, 70 % de la ville de Berlin est détruite. La ville a besoin fait l'objet d'un programme de reconstruction. En 1953, elle ouvre son propre bureau d'architecture. Elle fréquente la société berlinoise. Le bureau d'architecture se développe rapidement. Elle nomme sa société Avalon, du nom de l’île mythique de la littérature arthurienne où vit la fée Morgane. Elle construit beaucoup à Berlin, également à Essen, Francfort et Sarrebruck et Bonn.
À Berlin-Ouest, elle planifie et construit des centaines d'immeubles résidentiels et commerciaux, des immeubles de bureaux, des immeubles d'habitation, des résidences étudiantes, des centres communautaires et sociaux, ainsi que des copropriétés, des maisons mitoyennes et des maisons unifamiliales. Avec jusqu'à 300 collaborateurs, pour la plupart ingénieurs et techniciens, Sigrid Kressmann-Zschach dirige le plus grand bureau d'architecture d'Europe fondé et dirigé par une femme.
De 1968 à 1974, sur la Schloßstrasse à Steglitz, elle construit le Steglitzer Kreisel, un centre commercial avec un parking, une gare de métro et de bus ainsi qu'une tour de bureaux de 27 étages.
De 1969 à 1974, dans le centre-ville de Berlin, sur le Kurfürstendamm, elle réalise le Ku'damm-Karree. Il s'agit d'une galerie marchande avec deux théâtres Theater am Kurfürstendamm, un parking et un immeuble de bureaux de 20 étages.
En 1972, la société de promotion immobilière Avalon de Kressmann-Zschach se heurte à des difficultés financières en raison de la hausse des coûts de construction. Le Steglitzer Kreisel ne trouve pas de locataires. En 1973, sa société est insolvable. Elle fait faillite en avril 1974. Le Sénat de Berlin acquiert le Ku'damm-Karree en 1974 pour 22,7 millions de Deutsche Mark. La Chambre des représentants de Berlin crée une commission d'enquête. Celle-ci constate un manquement par négligence à ses devoirs pour le sénateur du bâtiment Rolf Schwedler, membre du SPD. Le chef de la direction des finances de Berlin, Klaus Arlt, est suspendu de ses fonctions.
Sigrid Kressmann-Zschach est membre bienfaitrice des archives du Bauhaus, des Amis de la Galerie nationale, du Groupe culturel de l'industrie allemande et de l'Association des amis du Musée de Berlin. Elle fait don d'une grande partie de ses biens à des fins caritatives.
En 1990, elle meurt à Berlin, à l'âge de 61 ans. En 2008, son dernier mari Donatelleo Losito crée la fondation Losito Kressmann-Zschach.
En 2017, elle fait partie des architectes selectionnées pour l'exposition Les femmes architectes en Allemagne, au Musée allemand de l'architecture.
Till Raether s'inspire de sa vie pour son roman Die Architektin, publié en 2023.

## Projets réalisés
- Jérusalem et la nouvelle église, Lindenstrasse, Berlin-Kreuzberg, 1968
- Rond-point de Steglitz, Schloßstrasse, Berlin-Steglitz, 1968
- Ku'damm-Karree, Kurfürstendamm, Berlin-Charlottenbourg, 1969
- Résidence étudiante, Potsdamer Straße, Berlin-Tiergarten,1969
- Complexe de bureaux et d'habitations, Keithstr. /Lützowufer/Landgrafenstr. /Wichmannstr., Jardin Tiergarten de Berlin
- Immeuble d'habitation, Klopstockstraße 34, Berlin-Zehlendorf